# Wołost Wiazjewskaja
Wołost Wiazjewskaja (ros. Вязьевская волость) – jednostka administracyjna (osiedle wiejskie) wchodząca w skład rejonu diedowiczskiego w оbwodzie pskowskim w Rosji.
Centrum administracyjnym osiedla jest wieś (ros. деревня, trb. dieriewnia) Pogostiszcze.

## Geografia
Powierzchnia osiedla wynosi 608,0 km².

## Historia
26 stycznia 1995 roku wszystkie sielsowiety obwodu pskowskiego zostały przemianowane na wołostie, co skutkowało również powstaniem wołosti Wiazjewskaja. Do 2015 roku centrum administracyjnym wołosti była dieriewnia Wiazje.

## Demografia
W 2020 roku osiedle wiejskie zamieszkiwało 1857 mieszkańców.

## Miejscowości
W skład jednostki administracyjnej wchodzi 89 miejscowości, w tym 2 osiedla przy stacjach kolejowych (Bakacz, Sudoma) i 87 dieriewni (Akulicha, Babkino, Bachnowo, Bajkowo, Bakacz, Bolszaja Chrap, Bołczino, Borok, Bronnica, Buroszkino, Charłowo, Chłopotowo, Chmielewicy, Chochłowo, Czerniecowo, Dora, Dubrowoczki, Dubrowy, Fomino, Glebowo, Gnilicy, Gorochowiszcze, Gorodnia, Gorodok, Gorodowik, Grichnowo, Griebielec, Gruzdowka, Jenarjewo, Jucharino, Jufimowo, Kiłariewo, Kipino, Kniaziewo, Kostkowo, Kozulino, Krasnosielje, Krasnyje Gorki, Kriuczkowo, Krutiec, Kuczeno, Lemtiuchowo, Łomanica, Łuka, Małaja Chrap, Muchariewo, Niwki, Nowaja Dieriewnia, Nowoje Piezowo, Pariewiczi, Parli, Patrowo, Pieski, Piestinskaja, Podguzowo, Podmyszje, Pogibłowo, Pogostiszcze, Pokołotowo, Porożek-1, Porożek-2, Prigon, Pustoszka, Rassosznia, Rieszeticha, Ruczejki, Ruczjewaja, Sażyno, Siwiczino, Skrylewo, Sosonka, Staroje Piezowo, Suchoriewo, Sworyż, Szapinka, Szapłowo, Szubino, Tiszynka, Ustje, Wiazje, Wysiełki, Wysokoje, Zachonje, Zalesje, Zapolje, Zapolje, Zujewo).